# Polynesian Airlines
Polynesian Airlines — национальная авиакомпания Самоа со штаб-квартирой в столице страны Апиа, выполняющая регулярные внутренние пассажирские перевозки между аэропортами островов Самоа. Ранее компания работала на международных маршрутах, однако, с приходом на рынок перевозчиков Polynesian Blue и Virgin Blue авиакомпания почти полностью сосредоточилась на рейсах внутри страны Портом приписки авиакомпании и её главным транзитным узлом является Международный аэропорт Фалеоло.

## История
Авиакомпания Polynesian Airlines была основана в 1959 году и начала операционную деятельность в августе того же года с открытия регулярного маршрута из Апиа в Паго-Паго на самолётах Percival Prince. В 1971 году правительство Западного Самоа приобрело контрольный пакет акций перевозчика. В 1982 году руководство Polynesian Airlines подписало пятилетний контракт на передачу управления перевозчиком австралийской магистральной авиакомпании Ansett Airlines, в 1987 году продлённый ещё на десять лет. В феврале 1995 года был подписан договор на создание коммерческого альянса с национальной авиакомпанией Новой Зеландии Air New Zealand в целях использования код-шеринговых соглашений на общих регулярных рейсах, увеличения продаж авиабилетов и прочих совместных проектов двух перевозчиков.
Polynesian Airlines полностью принадлежит правительству Самоа. В свою очередь авиакомпании принадлежит 49 % акций другого авиаперевозчика Polynesian Blue.

## Маршрутная сеть
Авиакомпания выполнят регулярные рейсы по аэропортам регионального значения Самоа из своего главного транзитного узла (хаба) в Международном аэропорту Фалеоло. Наиболее важным и коммерчески значимым маршрутом является рейс в Международный аэропорт Паго-Паго.

### Прежние маршруты
Вплоть до 2005 года Polynesian Airlines обслуживала международные направления в Окленд и Веллингтон Новой Зеландии, Брисбен, Мельбурн и Сидней в Австралии, Раротонгу на острове Кука, Папеэте во Французской Полинезии, а также имела блоки пассажирских мест на рейсах авиакомпании Air New Zealand в Гонолулу и Лос-Анджелес на самолётах Boeing 767.

## Флот
По состоянию на ноябрь 2008 года воздушный флот авиакомпании Polynesian Airlines составляли следующие самолёты:
- 2 × De Havilland Canada DHC-6 Twin Otter Series 300
- 1 × Britten-Norman BN2A Islander